# Гондола аэростата

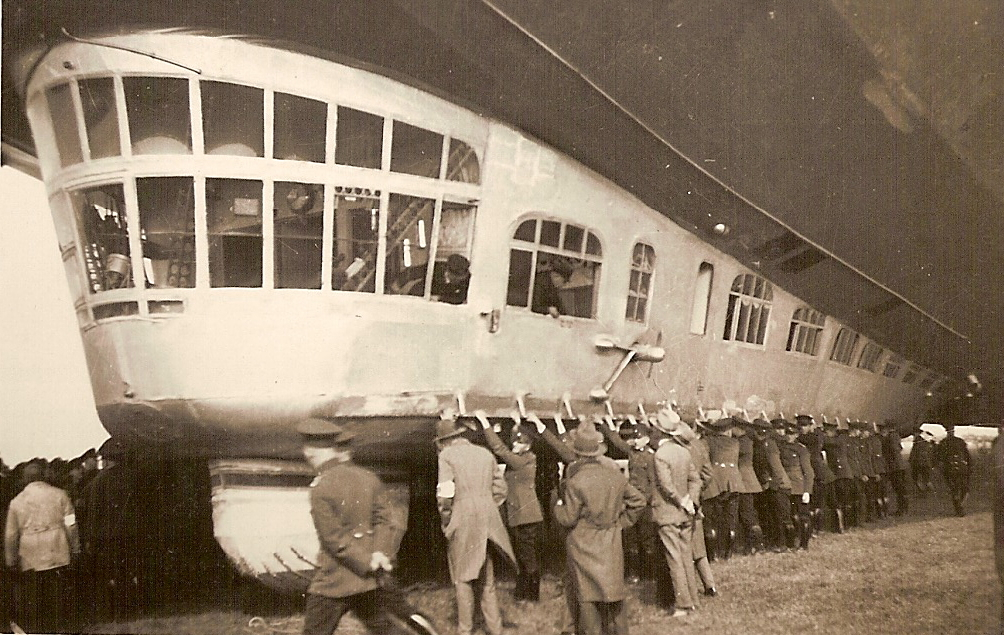
Гондола. LZ 127 «Граф Цеппелин».

Гондола аэростата или стратосферного аэростата — кабина управления аэростата, в которой располагается экипаж, пассажиры или контрольные устройства аэростата (стратостата).
Может быть простой корзиной или же полностью герметичной капсулой наподобие батискафа в зависимости от условий полёта.

## История
В период исторического развития человечества многие люди стремились покорить «пятый океан», и для его покорения придумывали для этого всевозможные устройства для воздухоплавания. Так появились воздушные шары, аэростаты и дирижабли, а позднее самолёты и другие летательные аппараты.
На неуправляемых аэростатах для помещения для пилотов, пассажиров, инструментов, балласта, двигателя и приборов управления была придумана гондола. Позднее это название закрепилось и в авиастроении как элемент конструкции и самолёта.

## Описание
Гондола аэростата должна надёжно защищать экипаж от смертельных для человека условий стратосферы — низкого давления воздуха и низкой (до −70 °C) температуры. Оболочка гондолы должна выдерживать значительное внутреннее давление, она изготавливается из лёгких металлов, таких как алюминий, и обычно имеет сферическую форму. Как правило, полёт длится в течение многих часов, и экипажу необходима система регенерации воздуха, подобная той, которая применяется в подводных лодках и космических кораблях. Для поглощения углекислого газа может применяться гидроксид лития, для восполнения запасов кислорода — баллоны со сжатым, а в послевоенных полётах также с жидким кислородом.

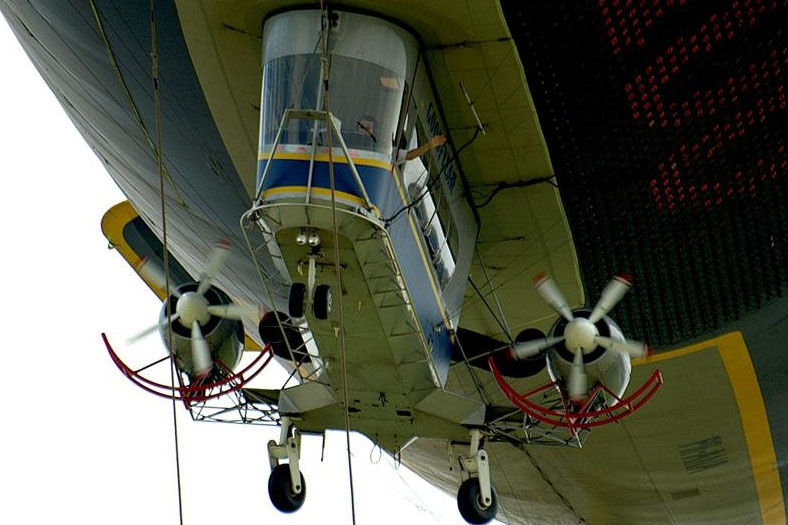
Мотогондола.

Система терморегуляции служит для поддержания комфортной температуры в гондоле. Оригинальную систему применил в стратостате FNRS-1 Огюст Пикар: гондола была покрашена с одной стороны в белый, а с другой — в чёрный цвет, что при повороте к Солнцу соответствующей стороной приводило к нагреванию или остыванию гондолы. Однако в первых полётах устройство поворота гондолы не работало, что вызвало один раз перегрев, другой раз — сильное охлаждение воздуха в гондоле. В более поздних полётах использовалась относительно надёжная электрическая система терморегуляции.
Герметичная гондола затрудняет непосредственный сброс балласта, которым оснащают стратостат для регулирования скорости подъёма и спуска. В FNRS-1 для этого применялась специальная воронка, через которую можно было сбрасывать дробь без разгерметизации. В более поздних полётах применялась электромагнитная система сброса балласта, подобная применяемым в батискафах.